# Шиндагха
Аль-Шиндага (араб. الشندغة‎) — один из старейших районов города Дубай, в эмирате Дубай, Объединённые Арабские Эмираты.
Аль-Шиндага расположен в северной части города Дубай, у впадения в Персидский залив старого морского рукава природного происхождения Хор-Дубай, обустроенного шейхом Рашидом ибн Саидом Аль Мактумом. Застройка здесь началась в 1830-е годы. В Шиндагхе находится старинное, ныне реставрированное здание, в котором жил скончавшийся в 1958 году эмир Саид ибн Мактум, возведённое в конце XIX столетия на стратегически важном месте города, на берегу морского рукава, что позволяло со сторожевых башен здания контролировать входившие в порт Дубая морские суда. После полной реконструкции и реставрации этот дворец эмира Саида (Дом шейха Саида (Байт аш-Шейх Саид)) ныне превращён в музей.
В 1997 году в районе Аль-Шиндага правительством Дубая начал осуществляться городской проект Поселение ныряльщиков как наследие (Heritage and Diving Village), демонстрирующий культуру и образ жизни местного населения до открытия месторождений нефти. Туристы и все желающие могут ознакомиться с бытом живших здесь рыбаков, искателей жемчуга и бедуинов-кочевников, в многочисленных ресторанчиках традиционным образом готовятся блюда арабской кухни.
Одной из важнейших магистралей в центральной части города Дубай является туннель аль-Шиндага, связывающий районы аль-Шиндага и Дейра, и проходящий под руслом морского рукава Хор-Дубай. В районе располагается станция Аль-Губайба зелёной линии дубайского метрополитена.